# Segelfluggelände Rote Wiese

i7
i11
i13
Das Segelfluggelände Rote Wiese liegt in der Kreisstadt Helmstedt in Niedersachsen, etwa 2 km nordwestlich des Zentrums von Helmstedt.

## Flugbetrieb
Das Segelfluggelände ist mit einer 600 m langen und 30 m breiten Start- und Landebahn aus Gras (Richtung 08/26) ausgestattet. Es besitzt eine Betriebszulassung für Segelflugzeuge, Motorsegler, Luftsportgeräte, ausgenommen Sprungfallschirme, und Flugzeuge bis 2000 kg höchstzulässige Flugmasse (MPW), soweit diese zum Schleppen von Segelflugzeugen, Motorseglern oder Luftsportgeräten und für hiermit im ursächlichen Zusammenhang stehende Flüge eingesetzt werden. Als Startarten sind Eigenstart, Flugzeugschleppstart und Windenstart zugelassen. Die Länge der Seilauslegebahn beträgt 950 m. Der Halter und Betreiber des Segelfluggeländes ist der Luftsportverband Helmstedt e. V.

## Geschichte
Der Luftsportverband Helmstedt e. V. wurde am 13. November 1926 als „Gesellschaft zur Förderung der Luftfahrt“ gegründet. Das Segelfluggelände Rote Wiese wurde 1958 in Betrieb genommen.